# Andrey Golubev
Pour les articles homonymes, voir Goloubev.
Andreï Aleksandrovitch Goloubev (en russe : Андрей Александрович Голубев, et en anglais : Andrey Golubev), né le 22 juillet 1987 à Voljski, est un joueur de tennis kazakh d'origine russe, professionnel entre 2005 et 2023.

## Carrière
Fils de médecins, Andrey Golubev réside depuis l'âge de 15 à Bra dans le Piémont en Italie.
En juin 2008, il change de nationalité et devient kazakh afin d'intégrer l'équipe de Coupe Davis. Vainqueur de 28 des 42 matchs qu'il a disputé dans la compétition, il bat notamment Stanislas Wawrinka en 2014 alors classé numéro 3 à l'ATP. Membre emblématique de l'équipe, il compte également des victoires sur Tomáš Berdych, Jürgen Melzer, David Goffin, ainsi que Novak Djokovic lors d'un double en 2016.
Andrey Golubev atteint la finale à l'Open de Saint-Pétersbourg en 2008, après avoir battu successivement Olivier Rochus, Marat Safin, Mischa Zverev puis Victor Hănescu en demi-finale, avant de s'incliner contre l'homme en forme du moment Andy Murray.
En juillet 2010, il devient le premier joueur représentant le Kazakhstan à remporter un tournoi ATP. Pourtant seulement classé 82e, il s'impose sur l'ATP 500 de Hambourg où il bat Jürgen Melzer en finale (6-3, 7-5) après avoir précédemment réussi à battre Florian Mayer. Deux mois plus tard, il est finaliste à Kuala Lumpur contre Mikhail Youzhny.
Il remporte en fin de saison le prix ATP du « Joueur s'étant le plus amélioré » (Most Improved Player).
En 2014, il atteint la demi-finale du double messieurs de Roland-Garros avec Samuel Groth, puis met fin à sa carrière en juillet 2017. En 2019, il réapparait cependant dans des tournois au Kazakhstan puis tente sa chance comme joueur de double, principalement avec Aleksandr Nedovyesov. En 2021, il atteint la finale de Roland-Garros avec Alexander Bublik. Ils sont battus par la paire française formé par Nicolas Mahut et Pierre-Hugues Herbert. En 2023, s'adjuge son unique titre dans la spécialité lors de son avant-dernier tournoi à Stockholm avec l'Ukrainien Denys Molchanov.
Il a remporté sept tournois Challenger en simple : Heilbronn et Astana en 2008, Astana en 2009, Marbourg et Tioumen en 2013, Astana en 2014 et Jönköping en 2016. En double, il compte 17 titres dans cette catégorie.

## Palmarès

### Titre en simple messieurs
| No | Date       | Nom et lieu du tournoi                     | Catégorie | Dotation    | Surface      | Finaliste     | Score    |          |
| -- | ---------- | ------------------------------------------ | --------- | ----------- | ------------ | ------------- | -------- | -------- |
| 1  | 19-07-2010 | German Open Tennis Championships, Hambourg | ATP 500   | 1 000 000 € | Terre (ext.) | Jürgen Melzer | 6-3, 7-5 | Parcours |

### Finales en simple messieurs
| No | Date       | Nom et lieu du tournoi                 | Catégorie   | Dotation    | Surface    | Vainqueur       | Score           |          |
| -- | ---------- | -------------------------------------- | ----------- | ----------- | ---------- | --------------- | --------------- | -------- |
| 1  | 20-10-2008 | St. Petersburg Open, Saint-Pétersbourg | Int' Series | 1 024 000 $ | Dur (int.) | Andy Murray     | 6-1, 6-1        | Parcours |
| 2  | 27-09-2010 | Malaysian Open, Kuala Lumpur           | ATP 250     | 850 000 $   | Dur (int.) | Mikhail Youzhny | 67-7, 6-2, 7-63 | Parcours |

### Titre en double messieurs
| No | Date       | Nom et lieu du tournoi            | Catégorie | Dotation  | Surface    | Partenaire      | Finalistes               | Score     |          |
| -- | ---------- | --------------------------------- | --------- | --------- | ---------- | --------------- | ------------------------ | --------- | -------- |
| 1  | 16-10-2023 | BNP Paribas Nordic Open Stockholm | ATP 250   | 673 630 € | Dur (int.) | Denys Molchanov | Yuki Bhambri Julian Cash | 7-68, 6-2 | Parcours |

### Finales en double messieurs
| No | Date       | Nom et lieu du tournoi                | Catégorie | Dotation     | Surface      | Vainqueurs                          | Partenaire        | Score          |          |
| -- | ---------- | ------------------------------------- | --------- | ------------ | ------------ | ----------------------------------- | ----------------- | -------------- | -------- |
| 1  | 28-07-2014 | bet-at-home Cup Kitzbühel             | ATP 250   | 426 605 €    | Terre (ext.) | Henri Kontinen Jarkko Nieminen      | Daniele Bracciali | 6-1, 6-4       | Parcours |
| 2  | 02-06-2021 | Roland-Garros Paris                   | G. Chelem | 38 409 679 € | Terre (ext.) | Pierre-Hugues Herbert Nicolas Mahut | Alexander Bublik  | 4-6, 7-6,1 6-4 | Parcours |
| 3  | 25-10-2021 | St. Petersburg Open Saint-Pétersbourg | ATP 250   | 863 705 $    | Dur (int.)   | Jamie Murray Bruno Soares           | Hugo Nys          | 6-3, 6-4       | Parcours |

## Parcours dans les tournois duGrand Chelem

### En simple
| Année | Open d'Australie | Open d'Australie | Internationaux de France | Internationaux de France | Wimbledon       | Wimbledon       | US Open         | US Open         |
| ----- | ---------------- | ---------------- | ------------------------ | ------------------------ | --------------- | --------------- | --------------- | --------------- |
| 2008  | —                | —                | —                        | —                        | —               | —               | 2e tour (1/32)  | D. Nalbandian   |
| 2009  | 1er tour (1/64)  | Fabio Fognini    | 2e tour (1/32)           | Lleyton Hewitt           | 1er tour (1/64) | J.-W. Tsonga    | 1er tour (1/64) | Leonardo Mayer  |
| 2010  | 2e tour (1/32)   | Ivan Ljubičić    | 1er tour (1/64)          | John Isner               | 1er tour (1/64) | Tomáš Berdych   | 1er tour (1/64) | Mikhail Youzhny |
| 2011  | 1er tour (1/64)  | Grigor Dimitrov  | 1er tour (1/64)          | Thomaz Bellucci          | 1er tour (1/64) | G. García-López | 1er tour (1/64) | Rafael Nadal    |
| 2012  | 2e tour (1/32)   | Richard Gasquet  | —                        | —                        | —               | —               | —               | —               |
|       |                  |                  |                          |                          |                 |                 |                 |                 |
| 2014  | 1er tour (1/64)  | S. Wawrinka      | 1er tour (1/64)          | Andy Murray              | 1er tour (1/64) | Novak Djokovic  | 1er tour (1/64) | Fabio Fognini   |
| 2015  | 1er tour (1/64)  | Jarkko Nieminen  | 1er tour (1/64)          | Tommy Robredo            | —               | —               | —               | —               |

N.B. : à droite du résultat se trouve le nom de l'ultime adversaire.

### En double messieurs
| Année | Open d'Australie             | Open d'Australie         | Internationaux de France   | Internationaux de France    | Wimbledon                    | Wimbledon                  | US Open                     | US Open                     |
| ----- | ---------------------------- | ------------------------ | -------------------------- | --------------------------- | ---------------------------- | -------------------------- | --------------------------- | --------------------------- |
| 2009  | —                            | —                        | —                          | —                           | —                            | —                          | 1er tour (1/32) D. Istomin  | J. Nieminen A. Qureshi      |
| 2010  | —                            | —                        | 2e tour (1/16) P. Lorenzi  | T. Ascione L. Recouderc     | 2e tour (1/16) A. Seppi      | W. Moodie Dick Norman      | 1er tour (1/32) D. Istomin  | D. Bracciali P. Starace     |
| 2011  | 1er tour (1/32) D. Istomin   | Eric Butorac J.-J. Rojer | 1/8 de finale D. Istomin   | R. Bopanna A. Qureshi       | 1er tour (1/32) D. Istomin   | S. Aspelin Paul Hanley     | —                           | —                           |
|       |                              |                          |                            |                             |                              |                            |                             |                             |
| 2014  | 1er tour (1/32) N. Davydenko | R. Haase C. Kas          | 1/2 finale Samuel Groth    | J. Benneteau Roger-Vasselin | 1er tour (1/32) D. Istomin   | T. Gabachvili M. Kukushkin | 1er tour (1/32) D. Istomin  | N. Barrientos S. Giraldo    |
| 2015  | 2e tour (1/16) D. Istomin    | Ivan Dodig Marcelo Melo  | 2e tour (1/16) D. Istomin  | P.-H. Herbert N. Mahut      | —                            | —                          | —                           | —                           |
|       |                              |                          |                            |                             |                              |                            |                             |                             |
| 2021  | 1/8 de finale A. Bublik      | M. Arévalo M. Middelkoop | Finale A. Bublik           | P.-H. Herbert Nicolas Mahut | 1/8 de finale R. Haase       | S. Bolelli M. González     | 1/8 de finale A Mies        | P.-H. Herbert Nicolas Mahut |
| 2022  | 1er tour (1/32) F. Škugor    | Dane Sweeny Li Tu        | 2e tour (1/16) F. Martin   | R. Bopanna M. Middelkoop    | 1er tour (1/32) D. Molchanov | P. Martínez J.-P. Smith    | 1er tour (1/32) P. Martínez | Tim Pütz M. Venus           |
| 2023  | 2e tour (1/16) Nedovyesov    | J. S. Cabal R. Farah     | 1er tour (1/32) G. Escobar | W. Koolhof N. Skupski       | 1er tour (1/32) M. Cressy    | L. Glasspool N. Mahut      | 2e tour (1/16) R. Safiullin | R. Bopanna M. Ebden         |

N.B. : le nom du partenaire se trouve sous le résultat ; le nom des ultimes adversaires se trouve à droite.

## Parcours dans lesMasters 1000
| Année | Indian Wells         | Miami               | Monte-Carlo            | Madrid              | Rome               | Canada                | Cincinnati          | Shanghai               | Paris             |
| ----- | -------------------- | ------------------- | ---------------------- | ------------------- | ------------------ | --------------------- | ------------------- | ---------------------- | ----------------- |
| 2008  | —                    | —                   | —                      | —                   | —                  | 1er tour T. Johansson | —                   | —                      | —                 |
| 2009  | —                    | —                   | —                      | —                   | —                  | 2e tour S. Wawrinka   | —                   | —                      | —                 |
| 2010  | —                    | 1er tour D. Gimeno  | 2e tour D. Ferrer      | —                   | —                  | —                     | —                   | 1er tour J. Tipsarević | 1er tour G. Simon |
| 2011  | 2e tour N. Djokovic  | 1er tour I. Dodig   | 1er tour Kohlschreiber | 1er tour J. Mónaco  | 1er tour F. Mayer  | 1er tour T. Bellucci  | 2e tour R. Štěpánek | —                      | —                 |
| 2012  | 2e tour N. Djokovic  | —                   | —                      | —                   | —                  | —                     | —                   | —                      | —                 |
| 2013  | —                    | —                   | —                      | —                   | 1er tour M. Čilić  | —                     | —                   | —                      | —                 |
| 2014  | 1er tour R. Harrison | 1er tour I. Dodig   | —                      | 1er tour N. Almagro | 2e tour M. Youzhny | —                     | —                   | 1er tour S. Johnson    | —                 |
| 2015  | 2e tour T. Robredo   | 1er tour M. Youzhny | —                      | —                   | —                  | —                     | —                   | —                      | —                 |

N.B. : sous le résultat se trouve le nom de l’ultime adversaire.

## Classements ATP en fin de saison
| Année          | 2003 | 2004 | 2005 | 2006 | 2007 | 2008 | 2009 | 2010 | 2011 | 2012 | 2013 | 2014 | 2015 | 2016 | 2017 | 2018 | 2019 | 2020 | 2021 | 2022 | 2023 |
| Rang en simple | 1266 | 647  | 399  | 337  | 171  | 94   | 133  | 36   | 147  | 163  | 103  | 74   | 206  | 233  | 581  | –    | 744  | 764  | 937  | –    | –    |
| Rang en double | 1293 | 1055 | 561  | 528  | 363  | 546  | 272  | 130  | 201  | 243  | 182  | 74   | 177  | 156  | 426  | –    | 168  | 88   | 28   | 47   | 61   |

Source : (en) Classements de Andrey Golubev sur le site officiel de la Fédération internationale de tennis